# Phó Tổng thống Ấn Độ
Phó Tổng thống Ấn Độ (Hindu:भारत के उपराष्ट्रपति) theo Hiến pháp là người có quyền lực thứ 2 sau Tổng thống. Theo điều 63 Hiến pháp Ấn Độ quy định bắt buộc phải có 1 Phó Tổng thống. Phó Tổng thống sẽ là quyền Tổng thống nếu Tổng thống bị mất khả năng điều hành công việc. Phó Tổng thống luôn kiêm nhiệm Chủ tịch Rajya Sabha (tức Thượng viện).
Điều 66 Hiến pháp quy định cách thức bầu Phó Tổng thống: Phó Tổng thống được bầu thông qua gián tiếp bởi cử tri đoàn gồm thành viên của 2 viện Quốc hội theo hệ thống tỉ lệ đại diện và Số phiếu chuyển nhượng duy nhất, việc bỏ phiếu hoàn toàn kín.

## Bầu cử, nhiệm kỳ

### Trình độ
Tương tự Tổng thống, để trở thành Phó Tổng thống phải đủ các điều kiện sau:
- Là công dân Ấn Độ và có độ tuổi ít nhất 35;
- Không thuộc tổ chức lợi nhuận nào;

Để trở thành Tổng thống yêu cầu phải là thành viên của Lok Sabha (hạ viện), trở thành Phó Tổng thống thì phải là thành viên của Rajya Sabha (thượng viện). Sự khác biệt này do Phó Tổng thống kiêm nhiệm Chủ tịch Rajya Sabha.

### Bầu cử
Phó Tổng thống được bầu thông qua cử tri đoàn, gồm thành viên của 2 viện trong Quốc hội. Ứng viên của chức vụ Phó Tổng thống do Ủy ban bầu cử Ấn Độ tiến hành. Cuộc bầu cử diễn ra trước 60 ngày kết thúc nhiệm kỳ của Phó Tổng thống tiền nhiệm. Tổng số 788 nghị sĩ của cả hai viện Quốc hội Ấn Độ được quyền tham gia bỏ phiếu bầu Phó Tổng thống mới. 

### Kháng nghị
Mọi kháng nghị về cuộc bầu cử Phó Tổng thống đều được đưa ra Tòa án Tối cao Ấn Độ giải quyết. Các kiến nghị được 5 thành viên trong Tòa án Tối cao Ấn Độ giải quyết. Phán quyết của Tòa án là kết quả cuối cùng.

### Nhiệm kỳ
Nhiệm kỳ của Phó Tổng thống là 5 năm. Không quy định số lần tái bổ nhiệm. Nhiệm kỳ có thể kết thúc sớm khi Phó Tổng thống không đủ khả năng đảm nhiệm, từ chức hoặc bị buộc tội. Phó Chủ tịch Rajya Sabha có thể kế nhiệm chủ tịch Rajya Sabha. 

### Buộc tội
Phó Tổng thống không bị buộc tội một cách chính thức như Tổng thống. Phó Tổng thống có thể xóa bỏ bằng 1 nghị quyết của Rajya Sabha (hơn 50% thành viên đồng ý) và của Lok Sabha (hơn 50% đồng ý). Việc thông qua nghị quyết cần trước 14 ngày khi có văn bản buộc tội.
Nếu Phó Tổng thống bị buộc tội, mặc nhiên chức vụ Phó Tổng thống nhiệm kỳ đó bị xóa bỏ.

## Chế độ trợ cấp
Phó Tổng thống kiêm Chủ tịch Rajya Sabha có mức lương 1,250,000 Rupee mỗi tháng.
Hiến pháp quy định Phó Tổng thống khi là quyền Tổng thống, có được đặc quyền như và mức lương như Tổng thống.
Mức lương khi về hưu của các Phó Tổng thống bằng 50% mức lương.

## Danh sách Phó Tổng thống
| Thứ | Hình ảnh    | Phó Tổng thống                            | Bắt đầu nhiệm kỳ | Kết thúc nhiệm kỳ | Thời gian tại nhiệm | Tổng thống                                    |
| --- | ----------- | ----------------------------------------- | ---------------- | ----------------- | ------------------- | --------------------------------------------- |
| 1   |             | Sarvapalli Radhakrishnan (1888–1975)      | 13/5/1952        | 12/5/1962         | 9 năm, 364 ngày     | Rajendra Prasad                               |
| 2   | không khung | Zakir Hussain (1897–1969)                 | 13/5/1962        | 12/5/1967         | 4 năm, 364 ngày     | Sarvepalli Radhakrishnan                      |
| 3   | không khung | Varahagiri Venkata Giri (1894–1980)       | 13/5/1967        | 3/5/1969          | 1 năm, 355 ngày     | Zakir Hussain                                 |
| 4   |             | Gopal Swarup Pathak (1896–1982)           | 31/8/1969        | 30/8/1974         | 4 năm, 364 ngày     | Varahagiri Venkata Giri                       |
| 5   | không khung | Basappa Danappa Jatti (1912–2002)         | 31/8/1974        | 30/8/1979         | 4 năm, 364 ngày     | Fakhruddin Ali Ahmed                          |
| 6   | không khung | Justice Muhammad Hidayatullah (1905–1992) | 31/8/1979        | 30/8/1984         | 4 năm, 365 ngày     | Neelam Sanjiva Reddy                          |
| 7   |             | Ramaswamy Venkataraman (1910–2009)        | 31/8/1984        | 24/7/1987         | 2 năm, 327 ngày     | Zail Singh                                    |
| 8   |             | Shankar Dayal Sharma (1918–1999)          | 3/9/1987         | 24/7/1992         | 4 năm, 325 ngày     | Ramaswamy Venkataraman                        |
| 9   |             | Kocheril Raman Narayanan (1920–2005)      | 21/8/1992        | 24/7/1997         | 4 năm, 337 ngày     | Shankar Dayal Sharma                          |
| 10  | không khung | Krishan Kant (1927–2002)                  | 21/8/1997        | 27/7/2002         | 4 năm, 340 ngày     | Kocheril Raman Narayanan A. P. J. Abdul Kalam |
| 11  |             | Bhairon Singh Shekhawat (1923–2010)       | 19/8/2002        | 21/7/2007         | 4 năm, 336 ngày     | A. P. J. Abdul Kalam                          |
| 12  | không khung | Mohammad Hamid Ansari (1937–)             | 11/8/2007        | 11/8/2017         | 10 năm, 0 ngày      | Pratibha Patil Pranab Mukherjee               |
| 13  |             | Venkaiah Naidu (1949–)                    | 11/8/2017        | Đương nhiệm       | 7 năm, 291 ngày     | Ram Nath Kovind                               |